# 바이티구
바이티구(Baiti District)는 나우루 북서부에 위치한 행정 구로, 면적은 1.2km2, 인구는 810명이다.

## 지도

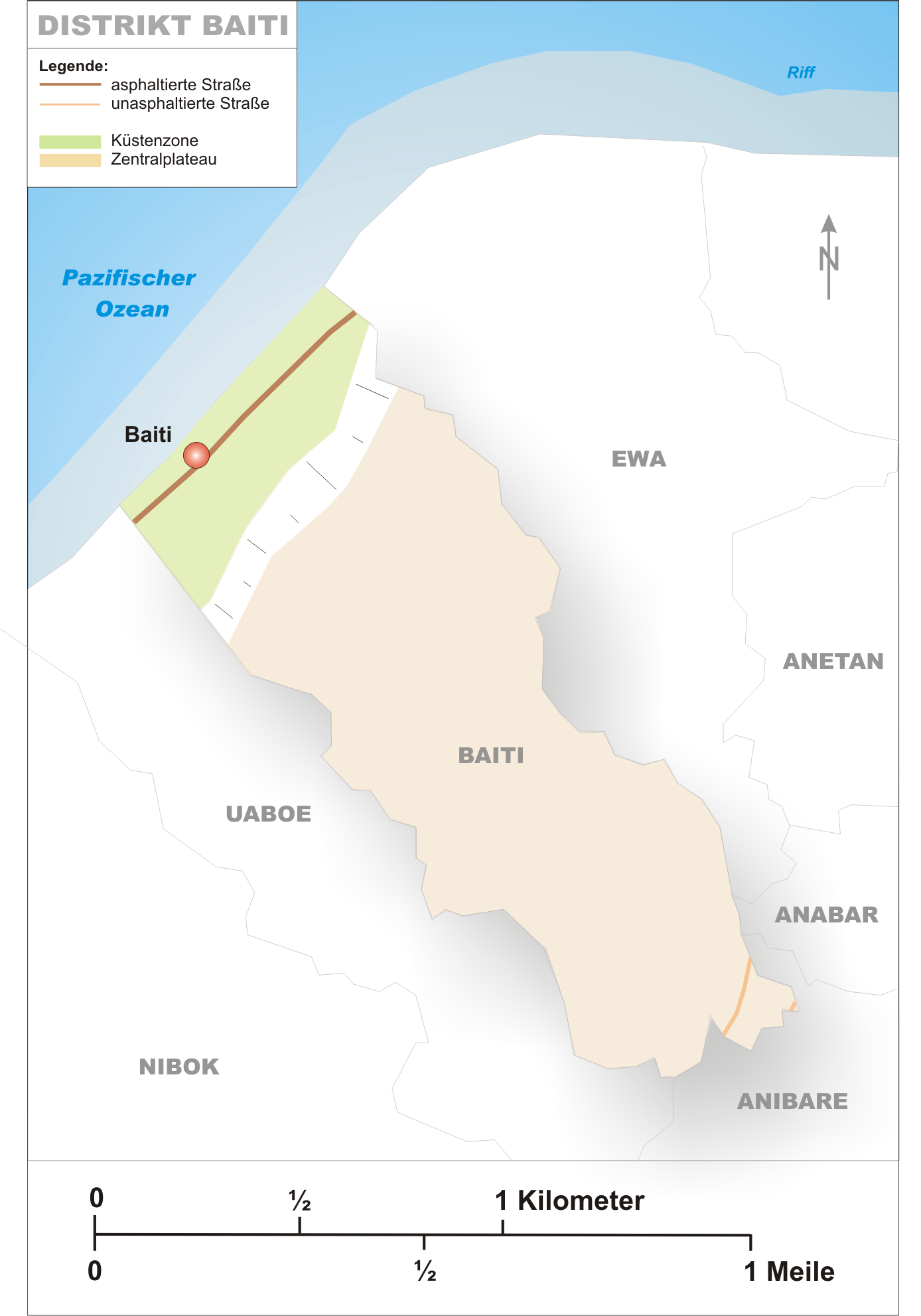
바이티 구
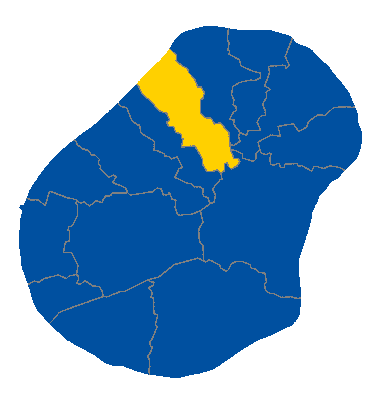
바이티 구의 위치